# Amateurtoneel
Amateurtoneel of amateurtheater is toneel gespeeld door een gezelschap van amateurs. Amateur- slaat niet op de kwaliteit van het spel, maar op het feit dat de acteurs in de eerste plaats toneelspelen om de hobby en niet als broodwinning.
Schooltoneel is een bekend voorbeeld van amateurtoneel en verschillende amateurtoneelgezelschappen zijn ook in of rond een school ontstaan. De meeste gezelschappen hebben een lokaal publiek en één productie per jaar, vaak op een vaste locatie zoals een plaatselijke school of cultureel centrum.
De doorstroming naar het professionele circuit is beperkt, maar bijna alle professionele acteurs en regisseurs zijn ooit in het amateurtoneel begonnen. In het bijzonder bij jubileumvoorstellingen is het gebruikelijk dat professionele acteurs en regisseurs door hun vroeger amateurgezelschap worden gevraagd.

## Landelijk
Plaatselijke toneelverenigingen konden zich aansluiten bij het NCA. Dit werd in 1968 opgericht als de vereniging het Nederlands Centrum voor Amateurtoneel (NCA) en was gevestigd tot 1982 in Maarssen, waarna zij naar Amersfoort verhuisde. Het NCA bezat een grote Nederlandstalige repertoirebibliotheek, een internationale studiebibliotheek op theatergebied, een eigen toneeluitgeverij en verstrekte repertoire adviezen. Ook werden er cursussen en trainingen gegeven op het gebied van spel, beweging, regie, expressie, theatertechniek. Verder werden er twee periodieken uitgegeven: het maandblad Skript en Samenspel.
Tot 1997 bestond (in een andere rechtsvorm en onder een andere naam) de Stichting Nederlands Centrum Amateurtheater (eveneens afgekort tot NCA). De Stichting had door het hele land regionale en plaatselijke afdelingen, zoals het Noord-Hollands Centrum Amateurtoneel (NHCA), en werkte met provinciale consulenten; het Amsterdams Centrum voor Amateurtoneel (ACA) had zelfs een eigen Amateurtheaterschool op de Overtoom. In 1997 ging dit NCA ten onder aan grote personele en organisatorische problemen; zijn opvolger was de Nederlandse Vereniging voor Amateurtheater gevestigd, in Den Haag. De Nederlandse Vereniging voor Amateurtheater heeft op haar vergadering van 23 april 2011 besloten zich per 31 december 2011 op te heffen.

### Theater de Engelenbak
Theater de Engelenbak is in 1975 opgericht als professioneel theater uitsluitend gericht op amateurvoorstellingen. Drijvende kracht achter de oprichting was de schrijver Alain Teister. Het theater is gevestigd in de Nes in Amsterdam en maakt deel uit van de theaterstraat aldaar, samen met Theater Frascati, De Brakke Grond en Theater Cosmic. De Engelenbak biedt een podium aan amateurvoorstellingen uit Nederland en Vlaanderen en maakt ook jaarlijks eigen producties. Iedere dinsdag is er de Open Bak, een vrij podium waaraan al tientallen artiesten hebben deelgenomen die later professioneel zijn doorgebroken; wekelijks is er een andere presentator uit de landelijke kunst- en showwereld.
In de jaren tachtig en negentig beleefde het amateurtheater in Nederland een grote bloei, die tot uiting kwam in een landelijk Amateur Theatercircuit en een jaarlijks Amateur Theaterfestival. Door middel van een circuit van aangesloten kleine theaters konden geselecteerde groepen uit Nederland en Vlaanderen hun voorstellingen laten zien buiten hun eigen omgeving. De kwaliteit van deze voorstellingen was over het algemeen bijzonder hoog. Sommige werden opgezet door de provinciale consulenten; sommige waren eindproducten van jeugdtheaterscholen, zoals die van Groningen en Sittard. De beste voorstellingen werden uitgenodigd voor het Theaterfestival in juni. De initiator en coördinator van beide activiteiten, Marie-Noël de Boer, overleed in 2004 op 43-jarige leeftijd. Het Theatercircuit bestaat nog steeds.

## Subsidies en uitgevers
De voornaamste financiële middelen in het amateurtoneel komen normaal gezien voort uit ticket- en brochureverkoop, gevolgd door private sponsoring – deels in natura – en overheidssubsidies. Kleine gezelschappen zien zich alleen al uit financiële overwegingen vaak genoodzaakt uitsluitend komedies op te voeren.
Grotere gezelschappen met meer leden hebben soms een jeugdafdeling en meerdere producties, al of niet op verplaatsing. Meerdere producties hebben, biedt voordelen zoals recht op een creatiepremie van de Belgische Auteurs Maatschappij (SABAM) bij eerste creatie van een toneelstuk of meer subsidies van gemeente en provincie.
Auteursrechten worden in Nederland over het algemeen geregeld door het Internationaal Bureau voor Auteursrecht (IBVA) in Alkmaar en de Toneelcentrale in Gouda. In België wordt dit geregeld door ALMO. Per voorstelling moet ruwweg 75 euro worden betaald, maar sommige auteurs regelen hun auteursrechten via hun uitgever, die tezamen bij aankoop van benodigde toneelteksten worden afgerekend. Toneelvoorstellingen, waarvan de auteur meer dan 70 jaar geleden overleed, zijn vrij van auteursrecht. Denk bijvoorbeeld aan Herman Heijermans.
Wanneer een amateurtoneelvereniging een toneelstuk wil oefenen en opvoeren is er doorgaans een verplichting tot aankoop van uitgegeven toneelteksten. Meestal is dit het aantal rollen en daarbij een 'regisseursexemplaar', waarbij de uitgever dit boekwerk heeft voorzien van witte pagina's na elke gedrukte pagina, zodat de regisseur aantekeningen kan maken. Enkele bekende toneeluitgevers in Nederland zijn Toneelfonds Jan Grosfeld in Berlicum, uitgeverij Vink in Alkmaar, De Toneelcentrale en uitgeverij Jongeneel in Gouda. In België zijn ook toneelteksten verkrijgbaar bij ALMO in Antwerpen.